# Riccardo Guariglia
Riccardo Guariglia (ur. 29 marca 1961 w Chicago) – włoski dyplomata. Od 2012 do 2014 akredytowany jako ambasador nadzwyczajny i pełnomocny Republiki Włoskiej w Rzeczypospolitej Polskiej.

## Życiorys
W 1983 ukończył ekonomię i handel na Uniwersytecie Rzymskim, uzyskując dyplom magistra z wyróżnieniem.
W 1985 rozpoczął pracę we włoskiej służbie dyplomatycznej. Kariera zawodowa:
- 1986–1989 – w służbie prasowej i informacyjnej MSZ,
- 1999–1992 – pierwszy sekretarz w Kairze,
- 1992–1996 – konsul w Brukseli,
- 1996–2000 – radca w Dyrekcji Generalnej ds. Politycznych w MSZ jako zastępca dyrektora Wydziału ds. Bałkanów,
- 1996–1997 – szkolenie wyższego stopnia w Instytucie Dyplomatycznym,
- 2000–2004 – pierwszy radca w Stałym Przedstawicielstwie przy NATO,
- 2004–2008 – radca minister w Brazylii,
- 2008–2010 – wicedyrektor generalny ds. Krajów Europy w MSZ,
- 2010–2011 – wicedyrektor generalny ds. Unii Europejskiej odpowiedzialny za kraje europejskie w MSZ.

W 2011 mianowany ambasadorem Włoch w Polsce. Placówkę objął w styczniu 2012, funkcję tę pełnił przez około dwa i pół roku. Po powrocie do Włoch został szefem protokołu dyplomatycznego w MSZ.
W 2014 prezydent Bronisław Komorowski odznaczył go Krzyżem Komandorskim z Gwiazdą Orderu Odrodzenia Polski. W 2015 otrzymał Order Zasługi Republiki Włoskiej II klasy.